# Języki benue-kongijskie

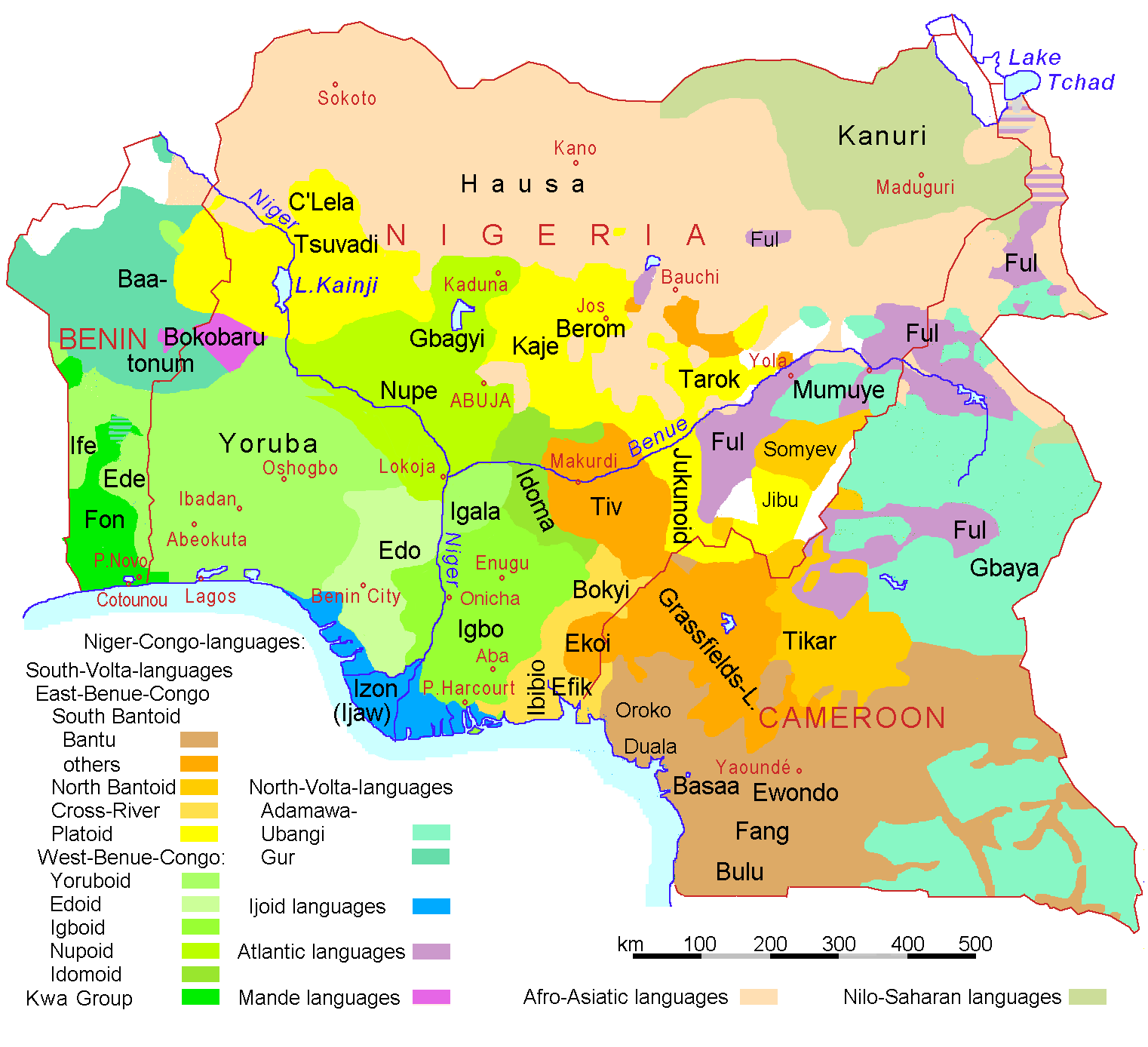
Mapa języków Nigerii, Kamerunu i Beninu, przedstawiająca podgrupy systematyki rodziny Niger-Kongo, takie jak przykłady gałęzi atlantyckiej (Ful), gałęzi Mande (Bokobaru), grupy North-Volta z Volta -Kongo-gałąź (części Kru i Adamawa-Ubangui), grupa South-Volta, większość zachodniego Benue, całe grupy Platoid, Cross River i North Bantoid, wszystkie grupy non-Bantu z South Bantoid Group oraz północno-zachodniej krawędzi obszaru Bantu.

Języki benue-kongijskie albo benue-kongo – podgrupa języków nigero-kongijskich, według klasyfikacji Josepha Greenberga stanowiąca w niej osobną rodzinę, niektórzy językoznawcy włączają jednak języki benue-kongijskie do wolta-kongijskich w obrębie podgrupy atlantycko-kongijskiej.
Grupa benue-kongo obejmuje w klasyfikacji Greenberga 557 języków używanych w niemal na całym obszarze Afryki subsaharyjskiej z wyjątkiem obszarów Afryki Zachodniej, Rogu Afryki i Namibii. Językami benue-kongo mówi więc znaczna część Afryki od Nigerii aż do RPA.
Według podziału Greenberga języki benue-kongijskie dzielą się na:
- języki plateau
- języki dżukunoidalne
- języki Cross-River
- języki bantuidalne (do tej grupy należą języki bantu)

## Ważniejsze podgrupy i języki benue-kongijskie według J. Greenberga
języki benue-kongijskie
- języki plateau

kambari
birom
dukawa
dakarkari
kamuku
- języki dżukunoidalne

dżukun
mbembe
- języki Rzeki Krzyżowej

ibibio
efik
- języki bantuidalne

tiw
bitare
batu
ndoro
mambila
bute
języki bantu – grupa bardzo rozbudowana – zob. własny artykuł języki bantu
suahili
komoryjski
języki ruanda-rundi
ruanda
rundi
języki sotho-tswana
setswana
sesotho